# Alexander N'Doumbou
Alexander N'Doumbou (Port-Gentil, 4 gennaio 1992) è un calciatore gabonese, centrocampista dello Zhejiang Zhiye.

## Carriera

### Club
Ha giocato nell'Olympique Marsiglia.

### Nazionale
Nel 2011 ha debuttato con la nazionale maggiore gabonese nella sfida amichevole persa per 2-0 contro la Repubblica Democratica del Congo.

## Palmarès

### Club

#### Competizioni nazionali
- Campionato francese: 1

Olympique Marsiglia: 2009-2010
- Coppa di Lega francese: 2

Olympique Marsiglia: 2009-2010, 2010-2011
- Supercoppa francese: 2

Olympique Marsiglia: 2010, 2011